# Чобоць
Чобоць, Чобоці (рум. Cioboți) — село у повіті Вилча в Румунії. Входить до складу комуни Олану.
Село розташоване на відстані 150 км на захід від Бухареста, 29 км на південь від Римніку-Вилчі, 69 км на північний схід від Крайови, 136 км на південний захід від Брашова.

## Населення
За даними перепису населення 2002 року у селі проживали 832 особи, з них 831 особа (99,9%) румунів. Рідною мовою 831 особа (99,9%) назвала румунську.